# Estelle Balet
Estelle Balet (Sion, 19 de diciembre de 1994–Orsières, 19 de abril de 2016) fue una deportista y snowboarder suiza.
Fue campeona del Freeride World Tour en 2015 y 2016. Falleció el 19 de abril de 2016 a los 21 años, estaba rodando una película en los Alpes suizos cuando fue víctima de una avalancha en Orsières.